# San Juan Mixtepec -Dto. 26 -
San Juan Mixtepec -Dto. 26 - är en kommun i Mexiko.   Den ligger i delstaten Oaxaca, i den sydöstra delen av landet, 500 km sydost om huvudstaden Mexico City. Antalet invånare är 903. Arean är 54 kvadratkilometer.
Terrängen i San Juan Mixtepec -Dto. 26 - är kuperad åt nordväst, men åt sydost är den bergig.